# Ralf und Florian
Ralf und Florian (en español: Ralf y Florian) es el tercer álbum del grupo alemán de música electrónica Kraftwerk, publicado en octubre de 1973. Las ediciones en alemán e inglés se diferencian por los títulos de la carátula, al contrario de los álbumes que le sucederían, los cuales tienen sus canciones en diferentes idiomas.

## Lista de canciones
Todas las canciones fueron escritas por Ralf Hütter y Florian Schneider

| N.º | Título                                     | Duración |  |
| 1.  | «Elektrisches Roulette» (Ruleta eléctrica) | 4:20     |  |
| 2.  | «Tongebirge» (Montaña de sonido)           | 2:50     |  |
| 3.  | «Kristallo» (Cristales)                    | 6:20     |  |
| 4.  | «Heimatklänge» (Campanas hogareñas)        | 3:45     |  |

| N.º | Título                                   | Duración |  |
| 1.  | «Tanzmusik» (Música de baile)            | 6:35     |  |
| 2.  | «Ananas Symphonie» (Sinfonía de la piña) | 13:55    |  |